# Galopprennbahn Halle (Saale)
Die Galopprennbahn Halle (Saale), auch Passendorfer Wiesen genannt, ist eine Pferderennbahn in Halle (Saale).

## Standort
Die Galopprennbahn Halle liegt am westlichen Ufer der Saale in der Flussaue. Bis zum Bau der Talsperren und Wasserregulierungsanlagen in den 1950er Jahren in Thüringen und im Harz wurde das Gelände häufig überschwemmt. Auch heute treten noch Überschwemmungen auf, da die Rennbahn auf der Flussseite der Hochwasserdämme liegt.

## Rennbahn und Gebäude

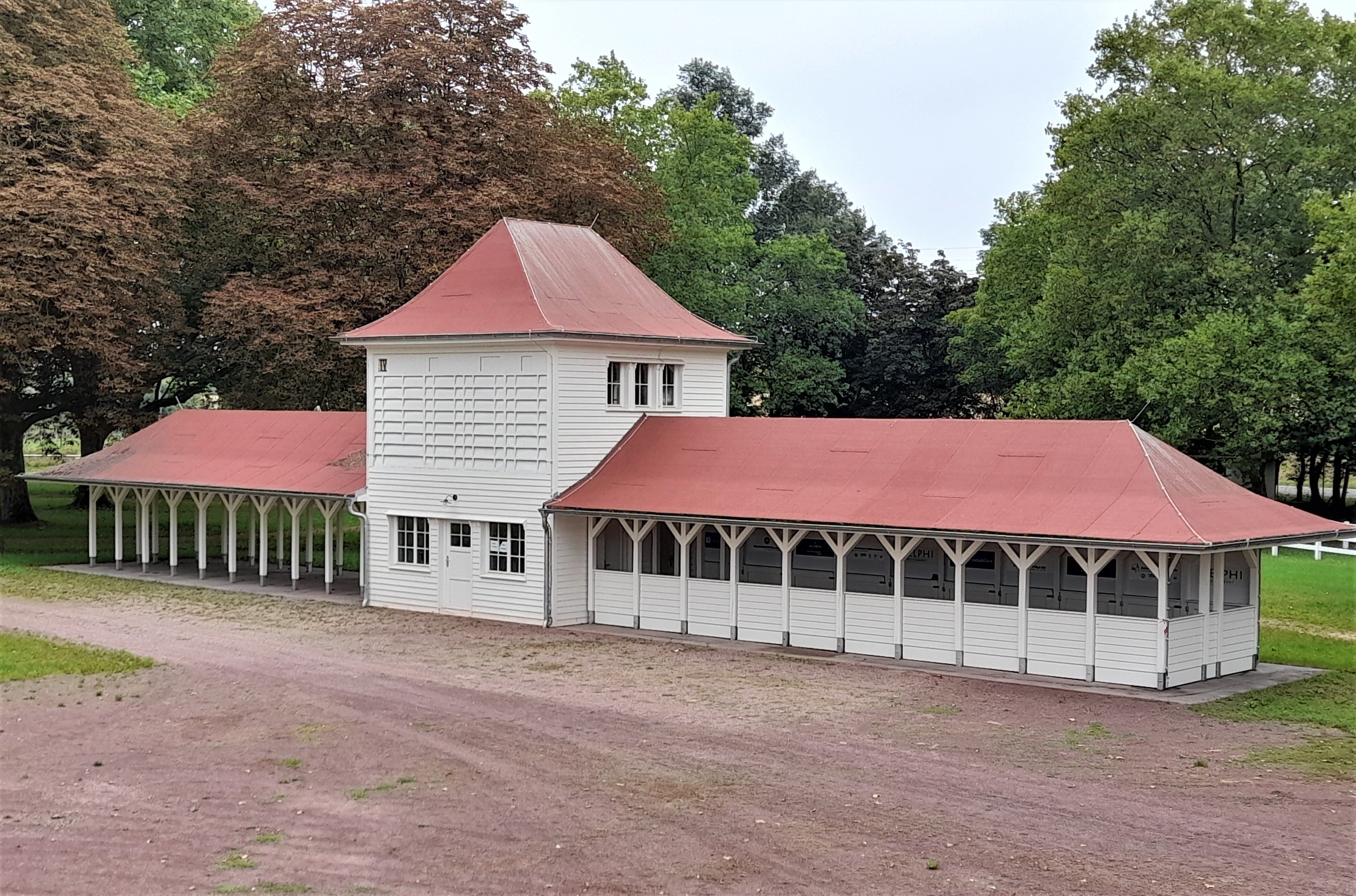
Totogebäude

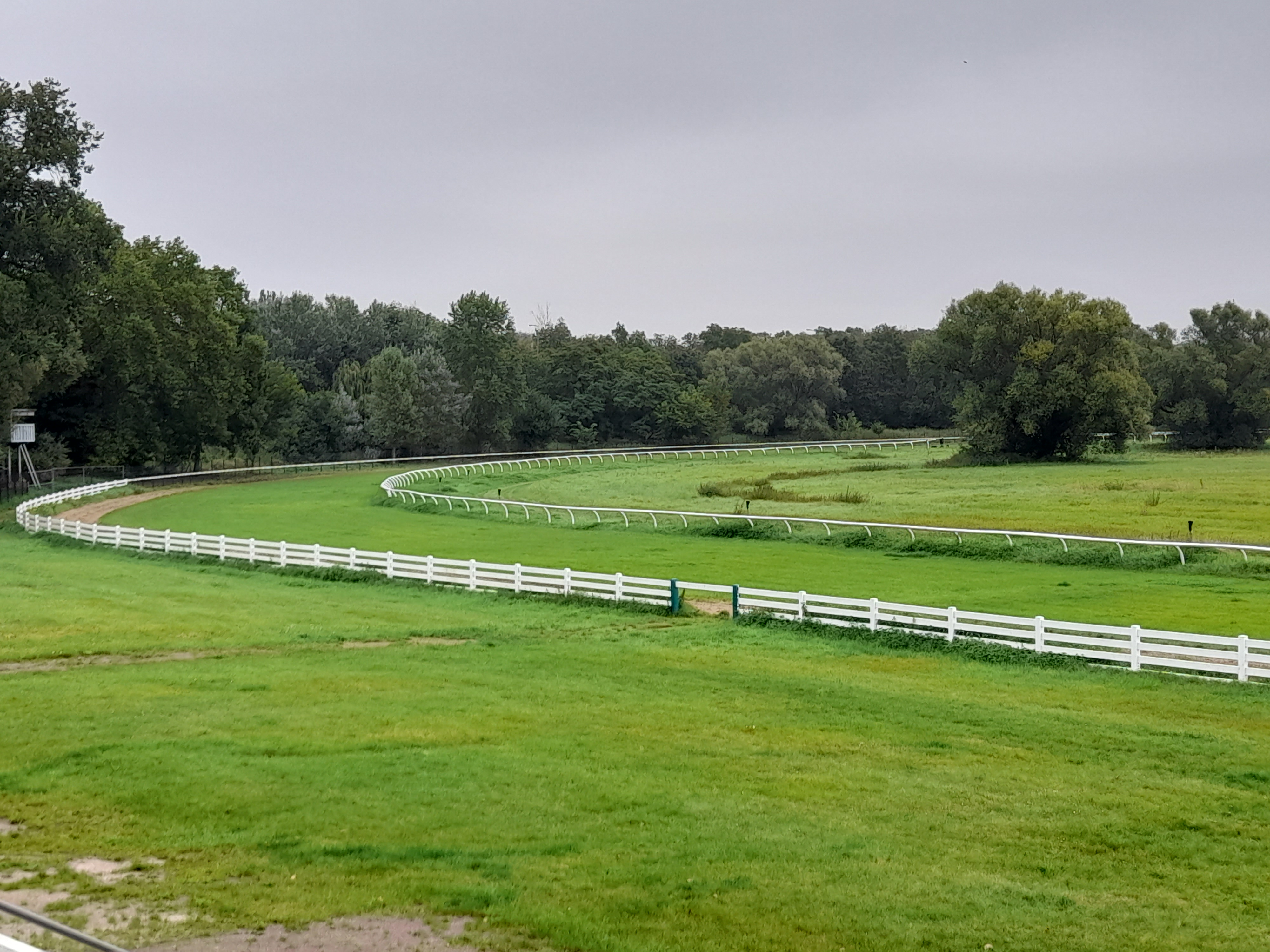
Rennstrecke

Die unter Denkmalschutz stehende Rennbahn verfügt über einen 2400 Meter langen ovalen Kurs mit Haupttribüne sowie Nebenanlagen und wurde 1912/13 auf Initiative des Sächsisch-Thüringischen Reiter- und Pferdezuchtvereins unter Leitung des Architekten Gustav Wolff angelegt. Die Tribüne aus dem Jahr 1913, ein Beispiel für elegante Sportarchitektur des späten Jugendstils, ist ein 52,5 m langer und 17,5 m hoher Stahlbetonbau mit ca. 900 Sitzplätzen und Logen. Veranstaltungsräume mit einer Terrasse liegen im hinteren Bereich. Unterhalb der Tribüne befindet sich ein offener, überdachter Raum für Catering und Stände.
Wegen der Hochwassergefahr wurde das Bauwerk auf einem massiven pfeilerartigen Betonunterbau errichtet.
Die Rennbahn in Halle verfügt über ein modernes Rennpferde-Trainingszentrum. Dazu gehören eine Reithalle, zwei Gebäude mit Stallanlagen, Gastställe, eine Führanlage, Scheunen und Werkstätten. 
Nach der Sanierung der Tribüne ab 2016 wurden im Herbst 2019 auch das Geläuf, die Sand-Trainieranlage wie auch die Stallanlagen umfassend erneuert. Ebenso wurde ein neues Totalisatorengebäude errichtet.

## Veranstaltungen

### Rennbetrieb
Der erste Renntag auf der neuen Anlage fand am 27. Juli 1913 mit sieben Rennen statt und war zugleich der Tag der Eröffnungsveranstaltung. Während des Ersten Weltkrieges und bis 1919 war der Rennbetrieb unterbrochen und wurde 1920 wieder aufgenommen. 1921 entstanden mit Boxen- und Sattelstall einige weitere Bauwerke sowie neue Hindernisse und Wassergräben, sodass danach alle Arten von Jagd-, Hürden- und Flachrennen stattfinden konnten.
1942 bis 1945 fanden kriegsbedingt keine öffentlichen Rennen statt. Die SMAD genehmigte ab September 1945 wieder erste Renntage. Der Rennbetrieb umfasste in der Zeit der DDR bis zu 12 Renntage jährlich. Heute werden die Rennen von einer privaten Betreibergesellschaft organisiert, die von Frühjahr bis Spätherbst Renntage abhält.
Nach einer Pause von sechs Jahren, bedingt durch Hochwasserschäden und eine Renovierung, startete im Herbst 2019 wieder ein normaler Rennbetrieb.

### Weitere Veranstaltungen
Neben dem Rennbetrieb finden auf der Rennbahn weitere Veranstaltungen statt, wie zum Beispiel seit 2004 die Internationalen Highland Games, seit 2008 das Hallesche Oktoberfest sowie Sommerkinos und Antik-/Sammlermärkte.
Die Galopprennbahn steht in keiner Verbindung mit der Halle-Saale-Schleife (bzw. Halle-Saale-Ring).